# Opština Mavrovo a Rostuša
Mavrovo a Rostuša (makedonsky Маврово и Ростуша, turecky Mavrova ve Rostuşa) je opština na západě Severní Makedonie. Centrem opštiny je vesnice Rostuša. Opština se nachází v Položském regionu.

## Geografie
Opština sousedí na severu s opštinou Gostivar, na východě s opštinou Kičevo, s opštinou Debar na jihu a na západě s Albánií.
Sídlo opštiny: vesnice Rostuša
Vesnice: Adžievci, Beličica, Bibaj, Bituše, Bogdevo, Boletin, Cerovo, Duf, Galičnik, Grekaj, Janče, Kičinica, Krakornica, Lazaropole, Leunovo, Mavrovi Anovi, Mavrovo, Ničpur, Nikiforovo, Nistrovo, Nivište, Novo Selo, Orkuše, Prisojnica, Ribnica, Rosoki, Selce, Sence, Skudrinje, Sretkovo, Sušica, Tanuše, Trebište, Tresonče, Velebrdo, Viduše, Volkovija, Vrben, Vrbjani, Žirovnica, Žužnje

## Demografie
Podle posledního sčítání lidu v roce 2021 žije v opštině 5 042 obyvatel. Etnickými skupinami jsou:
- Turci = 1 555 (30,8 %)
- Makedonci = 1 474 (29,2 %)
- Torbešové = 1 138 (22,6 %)
- Albánci = 470 (9,3 %)
- ostatní = 405 (8,04 %)

## Významné osobnosti
- Josif Bageri
- Čede Filipovski Dame
- Golub Janić
- Josif Mihajlović Jurukovski
- Doksim Mihailović
- Georgi Pulevski
- Aleksandar Sarievski
- Kuzman Sotirović
- Vuča Žikić
- Parteniy Zografski